# سانتالوسیا
سانتالوسیا (به اسپانیایی: Santa Lucía) یک منطقهٔ مسکونی در آرژانتین است که در Lavalle Department واقع شده‌است. سانتالوسیا ۱۱٬۵۸۹ نفر جمعیت دارد و ۳۵ متر بالاتر از سطح دریا واقع شده‌است.